# Правењец
Правењец (слч. Pravenec) насељено је мјесто са административним статусом сеоске општине (слч. obec) у округу Прјевидза, у Тренчинском крају, Словачка Република.

## Становништво
| Година:    | 1994. | 2004.   | 2014.    | 2024.   |
| ---------- | ----- | ------- | -------- | ------- |
| Број људи: | 1211  | 1178    | 1327     | 1283    |
| Разлика:   |       | -2,72 % | +12,64 % | -3,31 % |

| Година:    | 2023. | 2024.   |
| ---------- | ----- | ------- |
| Број људи: | 1295  | 1283    |
| Разлика:   |       | -0,92 % |

Према подацима о броју становника из 2011. године насеље је имало 1.250 становника.